# Escalos de Baixo
Escalos de Baixo é uma povoação portuguesa do Município de Castelo Branco, na antiga província da Beira Baixa, região do Centro (Região das Beiras) e sub-região da Beira Interior Sul, que foi sede da extinta Freguesia de Escalos de Baixo, freguesia que tinha 46,09 km² de área e 746 habitantes (2011), e, por isso, uma densidade populacional de 16,2 hab/km².
A Freguesia de Escalos de Baixo foi extinta em 2013, no âmbito de uma reforma administrativa nacional, tendo sido agregada à Freguesia de Mata para formar uma nova freguesia denominada União das Freguesias de Escalos de Baixo e Mata da qual é a sede.

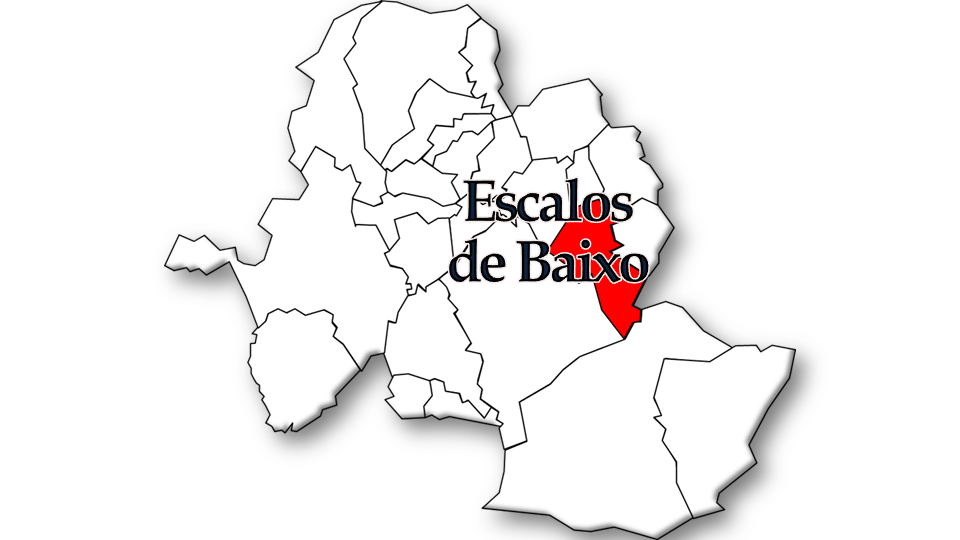
Localização no Município de Castelo Branco

## População

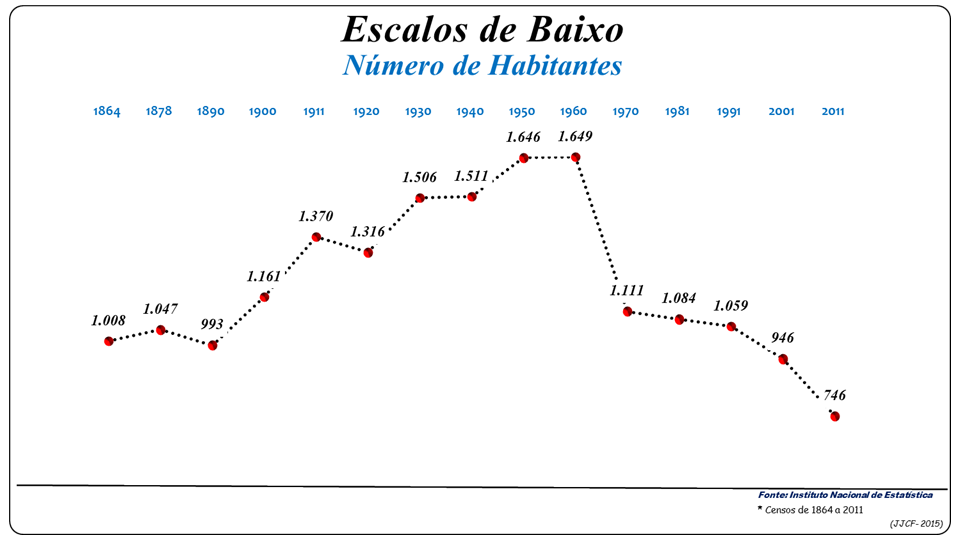
Evolução da População (1864 / 2011)

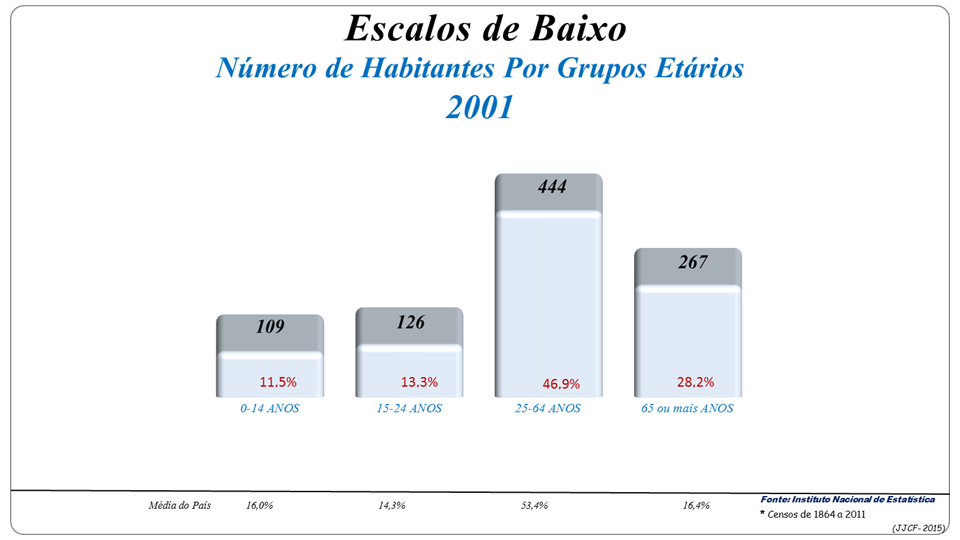
Grupos Etários (2001 e 2011)

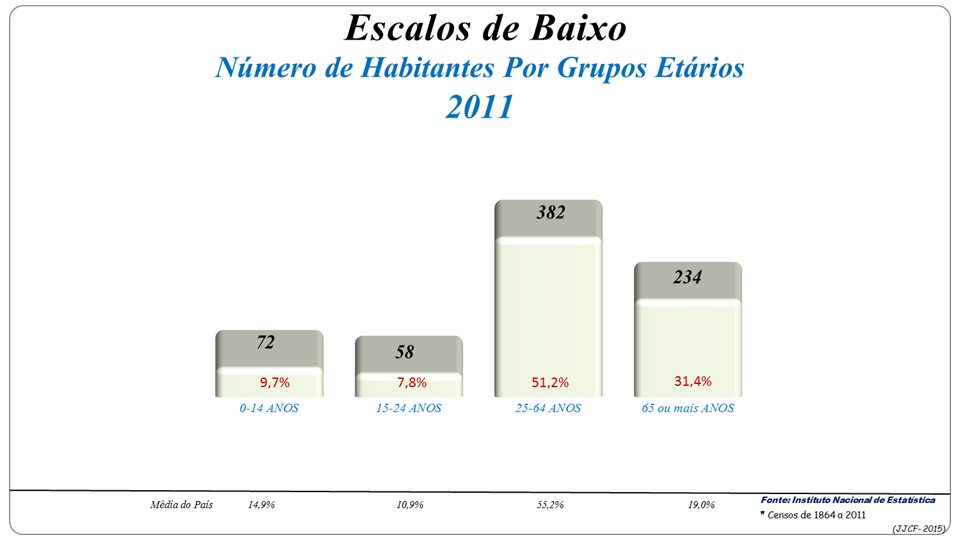
Grupos Etários (2001 e 2011)

| População da freguesia de Escalos de Baixo | População da freguesia de Escalos de Baixo | População da freguesia de Escalos de Baixo | População da freguesia de Escalos de Baixo | População da freguesia de Escalos de Baixo | População da freguesia de Escalos de Baixo | População da freguesia de Escalos de Baixo | População da freguesia de Escalos de Baixo | População da freguesia de Escalos de Baixo | População da freguesia de Escalos de Baixo | População da freguesia de Escalos de Baixo | População da freguesia de Escalos de Baixo | População da freguesia de Escalos de Baixo | População da freguesia de Escalos de Baixo | População da freguesia de Escalos de Baixo |
| ------------------------------------------ | ------------------------------------------ | ------------------------------------------ | ------------------------------------------ | ------------------------------------------ | ------------------------------------------ | ------------------------------------------ | ------------------------------------------ | ------------------------------------------ | ------------------------------------------ | ------------------------------------------ | ------------------------------------------ | ------------------------------------------ | ------------------------------------------ | ------------------------------------------ |
| 1864                                       | 1878                                       | 1890                                       | 1900                                       | 1911                                       | 1920                                       | 1930                                       | 1940                                       | 1950                                       | 1960                                       | 1970                                       | 1981                                       | 1991                                       | 2001                                       | 2011                                       |
| 1 008                                      | 1 047                                      | 993                                        | 1 161                                      | 1 370                                      | 1 316                                      | 1 506                                      | 1 511                                      | 1 646                                      | 1 649                                      | 1 111                                      | 1 084                                      | 1 059                                      | 946                                        | 746                                        |

## Património
- Capelas de Nossa Senhora das Neves, de S. Sebastião e de Santo António
- Casas senhoriais
- Chafariz
- Vestígios arqueológicos romanos
- Sepulturas do Monte de S. Luís
- Sepulturas na Gândara e na Fonte da Bica
- Ponte da Moinheca sobre o rio Ponsul
- Termas da Granja de S. Luís

## Cultura

### Centro Belgais para o Estudo das Artes
Maria João Pires criou em 1999 o Centro Belgais para o Estudo das Artes, em Escalos de Baixo um projeto educativo, pedagógico e cultural, com impacto na região, que chegou a ter o apoio do Ministério da Educação. Dez anos depois, em 2009, o centro encerrou alegando na altura uma difícil situação económico-financeira.
Em 2018, o projeto foi renovado e reativado como Centro de Artes de Belgais, disponibilizando retiros musicais, espaço para atuações e oficinas de música. Há ainda uma valência de alojamento e de produção de azeite.